# Фрунзенский район (Владимир)
Фрунзенский район — административный район в городе Владимире. Образован в 1973 году, в современных границах существует с 1 февраля 2007 года. Назван по одной из крупных магистралей — улице Фрунзе (ныне Большая Нижегородская улица) и в память о военачальнике Михаиле Васильевиче Фрунзе.

## География
Район расположен в восточной части Владимира, включает в себя жилые массивы на месте бывших сёл Доброе и Красное, промышленные кварталы Большой Нижегородской улицы и район завода «Точмаш». Граничит с Октябрьским районом по реке Рпень, рокадной дороге, улице Усти-на-Лабе, Вокзальной улице, Рабочему спуску и реке Клязьме. Фрунзенскому району также подчинены микрорайоны Оргтруд и Лесной.
Площадь территории района составляет 4 160 гектаров. Численность населения по данным на 1 января 2010 года — 112 807 человек.
Основные магистрали — объездное шоссе «пекинка» (часть федеральной трассы М7 «Волга»), Добросельская улица, Большая Нижегородская улица, Суздальский проспект, улица Мира.

## Население
| 1979     | 1989     | 2002     | 2009     | 2010     | 2012     | 2013     |
| -------- | -------- | -------- | -------- | -------- | -------- | -------- |
| 96 925   | ↗121 957 | ↘116 607 | ↘112 925 | ↗115 316 | ↘114 830 | ↘114 764 |
| 2014     | 2015     | 2016     | 2017     | 2018     | 2019     | 2020     |
| ↗115 284 | ↗116 089 | ↘115 641 | ↗116 452 | ↗116 671 | ↗117 070 | ↘116 624 |
| 2021     | 2022     | 2023     | 2024     | 2025     |          |          |
| ↘105 676 | ↗114 269 | ↘104 227 | ↘102 935 | ↘101 996 |          |          |

## Внутрирайонные различия
Доброе и Красное
Доброе и Красное сёла вошли в состав города в 1950 году. К настоящему времени на их месте сформировался крупнейший «спальный» район Владимира с развитой социальной инфраструктурой. Сохранились памятники архитектуры: Михайло-Архангельская церковь (1788) в Красном и ансамбль Константино-Еленинской церкви (XVIII—XIX века) в Добром.
Промышленные кварталы
Промышленность представлена заводами «Автоприбор» и «Точмаш», комплексом предприятий химической индустрии, ОАО «Владимирэнерго», мебельной и швейной фабриками, заводом керамических изделий.
Посёлок ФУБРа
Посёлком ФУБРа (Фонда улучшения быта рабочих) до начала 1960-х годов называли жилой массив на территории, прилегающей к улице Мира и заводу «Точмаш», застроенный двухэтажными деревянными домами-бараками для рабочих ткацкой фабрики «Пионер» (позднее на её месте разместился грамзавод, а ныне здесь завод «Точмаш»). Барачные кварталы сохранились и до сегодняшнего дня, частично посёлок ФУБРа расположен в другом районе города — Октябрьском.
Присоединённые территории
В состав Фрунзенского района входят отдельно расположенные микрорайоны Оргтруд и Лесной. Посёлок Лесной, застраиваемый с 1976 года, в 1993-м вышел из состава Суздальского района и стал чересполосной территорией Владимира, а в конце 1990-х по результатам референдума получил статус внутригородского муниципального образования. Оргтруд отошёл к Владимиру из Камешковского района в 2004 году. С 1 января 2006 года оба поселения входят в состав Фрунзенского района в статусе микрорайонов.

## Объекты социальной инфраструктуры
На территории района расположены городская библиотека имени В. В. Маяковского, дом культуры молодёжи, развлекательный кинокомплекс «РусьКино», театр «Разгуляй», городской центр здоровья (плавательный бассейн), стадионы «Юность» и «Металлист», ледовый комплекс «Пингвин», больничный комплекс, Владимирский юридический институт, 13 средних общеобразовательных школ, химико-механический колледж, парк «Добросельский» (бывший 60-летия ВЛКСМ).